# Serie Radeon RX 6000
La serie Radeon RX 6000 es una serie de unidades de procesamiento de gráficos desarrolladas por AMD, basadas en la arquitectura RDNA 2. Se anunció el 28 de octubre de 2020 y es la sucesora de la serie Radeon RX 5000. Se compone de RX 6400, RX 6500 XT, RX 6600, RX 6600 XT, RX 6650 XT, RX 6700, RX 6700 XT, RX 6750 XT, RX 6800, RX 6800 XT, RX 6900 XT y RX 6950XT para computadoras de escritorio; y RX 6600M, RX 6700M y RX 6800M para portátiles. En CES 2022, se anunció una subserie para dispositivos móviles, Radeon RX 6000S (que consta de RX 6600S, RX 6700S y RX 6800S), con diseños de portátiles delgados y livianos.
La serie está diseñada para competir con la serie GeForce 30 de Nvidia y compite con la serie de tarjetas Arc Alchemist de Intel. También es la primera generación de GPU AMD que admite trazado de rayos en tiempo real acelerado por hardware, sombreado de tasa variable y sombreadores de malla.

## Historia
El 14 de septiembre de 2020, AMD insinuó el diseño físico de su serie RX 6000 a través de un tuit compartido en el servicio de mensajería social Twitter. Al mismo tiempo, lanzó una isla virtual dentro del videojuego Fortnite que contenía una versión a gran escala del diseño del hardware RX 6000, que los jugadores podían explorar libremente usando el modo Creativo del juego.
AMD presentó oficialmente las primeras tres tarjetas, la RX 6800, RX 6800 XT y RX 6900 XT, en un evento titulado "Donde comienza el juego: Ep. 2" el 28 de octubre En el evento, anunciaron la RX 6800 XT como su procesador de gráficos insignia, comparando su rendimiento con el de la tarjeta gráfica RTX 3080 de Nvidia en juegos con resolución de 1440p y 4K. La 6800 XT se anunció con un precio de $649 USD, $50 menos que el precio inicial de la RTX 3080 de $699. Luego presentaron la RX 6800 como competidora de la RTX 2080 Ti de la generación anterior de Nvidia, con un precio de $ 579 en comparación con los $ 999 de la 2080 Ti; y la RX 6900 XT como su tarjeta principal, con un rendimiento comparable al de la RTX 3090 de Nvidia, pero con un menor consumo de energía y un precio de lanzamiento de $999, $500 más barato que la 3090.
Radeon RX 6800 y 6800 XT se lanzaron el 18 de noviembre de 2020 y la RX 6900 XT se lanzó el 8 de diciembre de 2020.
El 3 de febrero de 2021, Gigabyte registró una gama de tarjetas gráficas RX 6700 XT en la Comisión Económica Euroasiática (CEE), y la presentación indica que las siete se enviarían con 12 GB de memoria. El 3 de marzo de 2021, AMD anunció oficialmente la tarjeta RX 6700 XT, preparada para competir con las tarjetas RTX 3060 Ti y 3070 de Nvidia. Se lanzó el 18 de marzo de 2021.
El 31 de mayo de 2021, AMD anunció la serie de GPU RX 6000M diseñadas para computadoras portátiles, incluidas las RX 6600M, RX 6700M y RX 6800M. Estuvieron disponibles el 1 de junio
El 23 de junio, Gigabyte registró seis tarjetas gráficas RX 6600 XT con EEC, lo que indica que todas tendrían 8 GB de memoria. Esto fue poco más de un mes después de que ASRock hiciera presentaciones similares para la RX 6600 y la 6600 XT, cada una con 8 GB de memoria. El 5 de julio, VideoCardz descubrió que el minorista taiwanés de tarjetas gráficas PowerColor ya había creado páginas de productos para las GPU Radeon 6600 y 6600 XT no anunciadas.
El 30 de julio, AMD anunció las GPU RX 6600 y 6600 XT, que se lanzaron el 11 de agosto de 2021. La RX 6600 XT está disponible por $379 USD MSRP.
A principios de 2022, AMD anunció los SKU de gama baja de la serie 6000; la RX 6400 y la RX 6500 XT. Estas tarjetas admiten solo 4 carriles PCIe (aunque a velocidades PCIe 4.0), lo que puede generar un cuello de botella en el rendimiento de las máquinas de gama baja que carecen de PCIe 4.0. También carecen de las funciones de codificación de video aceleradas por GPU que ofrecen los modelos de gama alta.

## Problemas de disponibilidad
Al igual que la serie GeForce 30 de la competencia de Nvidia, los lanzamientos se agotaron casi de inmediato debido a una combinación de escasez de existencias y bots de especulación.

### RX 6800 y 6800XT
Las RX 6800 y 6800 XT se lanzaron el 18 de noviembre de 2020, pero debido a la baja disponibilidad de existencias, se agotaron en la mayoría de los minoristas ese día. El minorista estadounidense Micro Center restringió las ventas solo en la tienda, alegando que las existencias "serán extremadamente limitadas en el lanzamiento". PCMag informó que ambas tarjetas en Newegg se agotaron a las 6:05 am PST, y que no estaban disponibles en el sitio web de la tienda de AMD a las 6:11 am El minorista B&amp;H Photo Video se negó a aceptar pedidos de tarjetas, afirmando en parte: "No sabemos y, por lo tanto, no podemos proporcionar una fecha u hora en que estos artículos estarán disponibles para comprar".
Según los informes, los revendedores estaban revendiendo las GPU en eBay por alrededor de US$1000-1500, aproximadamente el doble del precio de lanzamiento. Los frustrados usuarios de las redes sociales intentaron descarrilar las listas mediante el uso de bots para hacer ofertas falsas en las GPU recortadas a precios absurdos; en un caso, una subasta para un RX 6800 XT vio ofertas tan altas como US$70,000.

### RX 6900 XT
La RX 6900 XT se lanzó el 8 de diciembre de 2020 y, al igual que la RX 6800 y la 6800 XT, se agotó el mismo día de su lanzamiento. Según PCMag, a las 6:02 a. m. figuraba como agotado en Newegg. PST, solo dos minutos después de que saliera a la venta. El sitio web de la tienda de AMD, que luchaba por mantenerse al día con la gran cantidad de visitantes, seguía mostrando errores 503 Servicio temporalmente no disponible a los clientes que intentaban comprar la tarjeta gráfica; a las 6:35 am, se agotó.

## Características de la serie Radeon RX 6000
Características de la serie AMD Radeon RX 6000:
- Microarquitectura RDNA 2
- Nuevo proceso de fabricación TSMC N7
- Nuevo proceso de fabricación TSMC N6 para RX 6500 y RX 6400
- Compatibilidad con DirectX 12 Ultimate
- Se agregó caché L3 (con la marca Infinity Cache), hasta 128 MB
- Memoria GDDR6
- Interfaz PCIe de 4.ª generación
- Se agregó soporte de trazado de rayos con núcleos RT
- Soporte de decodificación de video AV1
- Se agregó la funcionalidad BAR redimensionable
- DisplayPort 1.4a
- Compatibilidad con HDMI 2.1